# Martin McCann
Martin McCann (Belfast, 20 juli 1983) is een Noord-Iers acteur.
McCann groeide op in Belfast en is de zoon van Martin John Paul en Anne McCann. Hij heeft een broer Steven en zus Mandy. Op jonge leeftijd acteerde hij in de toneelproductie Oliver Twist met de rol van Artful Dodger. Hij maakte in 2007 zijn speelfilmdebuut als Jimmy Riley in Closing the Ring, geregisseerd door Richard Attenborough die McCann castte in de film nadat hij hem had gezien in een toneelproductie van A Clockwork Orange. In 2010 speelde McCann de rol van Sergeant R. V. Burgin in de miniserie The Pacific, geproduceerd door Steven Spielberg en Tom Hanks.
In 2018 werd McCann met de film Calibre genomineerd voor een BAFTA Scotland, in de categorie beste acteur in een film.

## filmografie

### Film
Exclusief korte films
| Jaar | Titel                         | Rol            | Opmerkingen |
| ---- | ----------------------------- | -------------- | ----------- |
| 2007 | Closing the Ring              | Jimmy          |             |
| 2009 | Swansong: Story of Occi Byrne | Occi           |             |
| 2010 | Clash of the Titans           | Phaedrus       |             |
| 2011 | Killing Bono                  | Bono           |             |
| 2011 | Whole Lotta Sole              | Jimbo          |             |
| 2012 | Shadow Dancer                 | Brendan        |             |
| 2012 | Jump                          | Pearse Kelly   |             |
| 2014 | '71                           | Paul Haggerty  |             |
| 2014 | X+Y                           | Michael Ellis  |             |
| 2015 | The Survivalist               | De survivalist |             |
| 2015 | The Rezort                    | Lewis Evans    |             |
| 2015 | My Name Is Emily              | Zwemleraar     |             |
| 2016 | Property of the State         | Finbar         |             |
| 2017 | Lost in London                | Paddy          |             |
| 2017 | Maze                          | Oscar          |             |
| 2018 | Justice Dot Net               | Jake De Long   |             |
| 2018 | Calibre                       | Marcus         |             |
| 2019 | The Informer                  | Riley          |             |

### Televisie
| Jaar      | Titel                       | Rol                 | Opmerkingen                        |
| --------- | --------------------------- | ------------------- | ---------------------------------- |
| 2004      | Pulling Moves               | Peer                | Aflevering "Claimitis"             |
| 2006-2007 | Dry Your Eyes               | Diverse rollen      | 12 afleveringen                    |
| 2007      | My Boy Jack                 | Bowe                | Televisiefilm                      |
| 2009      | Scapegoat                   | Iain Hay Gordon     | Televisiefilm                      |
| 2010      | The Pacific                 | Romus Valton Burgin | 6 afleveringen                     |
| 2012      | Titanic: Blood and Steel    | Conor McCann        | 10 afleveringen                    |
| 2012      | Falcón                      | Simón Ortega        | Afl. "The Silent and the Damned"   |
| 2013      | Republic of Doyle           | Rory Bryne          | Aflevering "From Dublin with Love" |
| 2013      | Ripper Street               | Michael Donovan     | Aflevering "Dynamite and a Woman"  |
| 2015      | The Bastard Executioner     | Randolph Corbett    | 2 aflevering                       |
| 2016      | The Fall                    | Alvarez             | Aflevering "Wounds of Deadly Hate" |
| 2017      | The Frankenstein Chronicles | Renquist            | 6 afleveringen                     |
| 2018      | Death and Nightingales      | Frank Blessing      | 3 afleveringen                     |
| 2019      | Temple                      | Cormac              | Aflevering "#1.3"                  |
| 2020      | Marcella                    | Bobby Barrett       | 4 afleveringen                     |